# Peter Jeschke

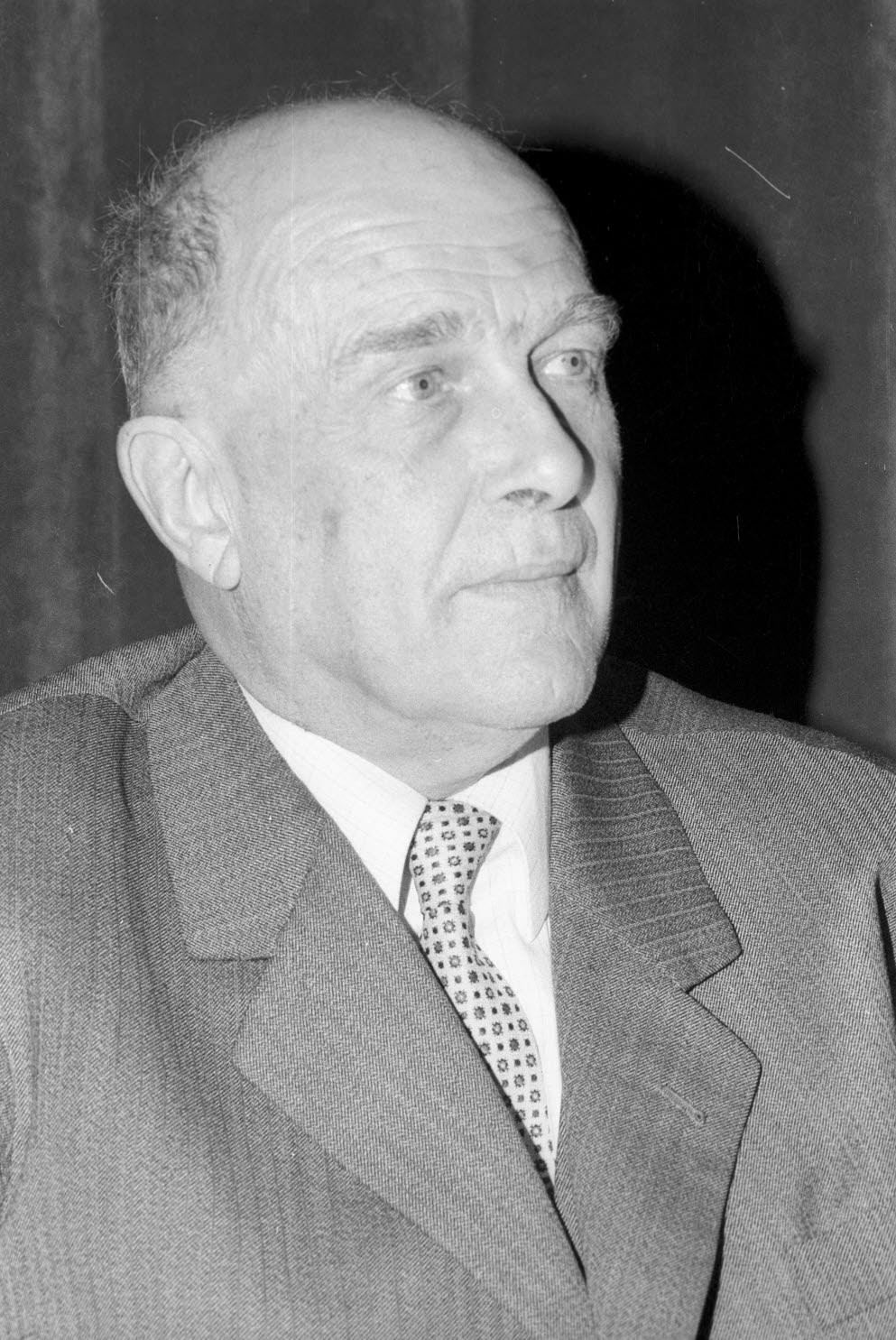
Peter Jeschke

Peter Jeschke (* 15. September 1895 in Glatz, Schlesien; † 14. Dezember 1979 in Kiel) war ein deutscher Rechtsanwalt und Kommunalpolitiker.

## Leben
Peter Jeschke war der Sohn eines Staatsanwalts. Ab 1910 lebte die Familie in Kiel. Nach dem Abitur begann er 1914 in München mit dem Jurastudium. Nach dem Ausbruch des Ersten Weltkriegs unterbrach er sein Studium, meldete sich freiwillig und diente an der Westfront. Nach dem Krieg setzte er sein Studium in Kiel fort. 1920 legte er das Staatsexamen ab und promovierte. Nach dem Assessorexamen 1923 ließ er sich 1924 als Anwalt in Kiel nieder.
Nach dem Ende des Zweiten Weltkriegs, an dem er als Major der Luftwaffe d. R. teilnahm, war Peter Jeschke von Juni 1945 bis 1948 Stadtkämmerer von Kiel und anschließend bis 1951 Mitglied der Ratsversammlung; dabei war er bis 1950 Bürgermeister und von 1950 bis 1951 Stadtpräsident.
Neben seiner Arbeit als Anwalt war Jeschke lange Jahre ehrenamtlich tätig, unter anderem für das Deutsche Rote Kreuz und den Volksbund Deutsche Kriegsgräberfürsorge.

## Ehrungen
- 1972: Andreas-Gayk-Medaille
- 1974: Bundesverdienstkreuz 1. Klasse[1]